# Nature Valley International 2019 - Qualificazioni singolare femminile
Le qualificazioni del singolare del Nature Valley International 2019 sono state un torneo di tennis preliminare per accedere alla fase finale della manifestazione. Le vincitrici dell'ultimo turno sono entrate di diritto nel tabellone principale. In caso di ritiro di una o più giocatrici aventi diritto a queste sono subentrate le lucky loser, ossia le giocatrici che hanno perso nell'ultimo turno ma che avevano una classifica più alta rispetto alle altre partecipanti che avevano comunque perso nel turno finale.

## Teste di serie
1. Dayana Yastremska (qualificata)
2. Veronika Kudermetova (qualificata)
3. Polona Hercog (qualificata)
4. Iga Świątek (primo turno)
5. Daria Gavrilova (ultimo turno, lucky loser)
6. Jessica Pegula (qualificata)

1. Magda Linette (ultimo turno, lucky loser)
2. Eugenie Bouchard (primo turno)
3. Pauline Parmentier (ultimo turno, lucky loser)
4. Viktorija Golubic (ultimo turno, lucky loser)
5. Astra Sharma (primo turno)
6. Zarina Diyas (ultimo turno, lucky loser)

## Qualificate
1. Dayana Yastremska
2. Veronika Kudermetova
3. Polona Hercog

1. Samantha Stosur
2. Fiona Ferro
3. Jessica Pegula

### Lucky loser
1. Daria Gavrilova
2. Magda Linette
3. Pauline Parmentier

1. Viktorija Golubic
2. Zarina Diyas
3. Mandy Minella

## Tabellone

### Legenda
| - Q = Qualificato - WC = Wild card - LL = Lucky loser | - ALT = Alternate - SE = Special Exempt - PR = Protected Ranking | - w/o = Walkover - r = Ritirato - d = Squalificato |

### Sezione 1
|  | Primo turno | Primo turno       | Primo turno       | Primo turno | Primo turno |  |  | Ultimo turno | Ultimo turno      | Ultimo turno      | Ultimo turno | Ultimo turno |  |
|  |             |                   |                   |             |             |  |  |              |                   |                   |              |              |  |
|  | 1           | Dayana Yastremska | Dayana Yastremska | 6           | 7           |  |  |              |                   |                   |              |              |  |
|  | WC          | Freya Christie    | Freya Christie    | 0           | 65          |  |  | 1            | Dayana Yastremska | Dayana Yastremska | 6            | 6            |  |
|  |             | Timea Bacsinszky  | Timea Bacsinszky  | 4           | 6(1)        |  |  | 10           | Viktorija Golubic | Viktorija Golubic | 4            | 1            |  |
|  | 10          | Viktorija Golubic | Viktorija Golubic | 6           | 7           |  |  |              |                   |                   |              |              |  |

### Sezione 2
|  | Primo turno | Primo turno          | Primo turno    | Primo turno | Primo turno |  |  | Ultimo turno | Ultimo turno         | Ultimo turno         | Ultimo turno | Ultimo turno |  |
|  |             |                      |                |             |             |  |  |              |                      |                      |              |              |  |
|  | 2           | Veronika Kudermetova | 4              | 6           | 6           |  |  |              |                      |                      |              |              |  |
|  |             | Bernarda Pera        | 6              | 3           | 3           |  |  | 2            | Veronika Kudermetova | Veronika Kudermetova | 7            | 7            |  |
|  | WC          | Alicia Barnett       | Alicia Barnett | 1           | 1           |  |  | 12           | Zarina Diyas         | Zarina Diyas         | 64           | 5            |  |
|  | 12          | Zarina Diyas         | Zarina Diyas   | 6           | 6           |  |  |              |                      |                      |              |              |  |

### Sezione 3
|  | Primo turno | Primo turno        | Primo turno        | Primo turno | Primo turno |  |  | Ultimo turno | Ultimo turno       | Ultimo turno       | Ultimo turno | Ultimo turno |  |
|  |             |                    |                    |             |             |  |  |              |                    |                    |              |              |  |
|  | 3           | Polona Hercog      | Polona Hercog      | 7           | 6           |  |  |              |                    |                    |              |              |  |
|  |             | Jil Teichmann      | Jil Teichmann      | 5           | 4           |  |  | 3            | Polona Hercog      | Polona Hercog      | 7            | 6            |  |
|  |             | Lizette Cabrera    | Lizette Cabrera    | 5           | 5           |  |  | 9            | Pauline Parmentier | Pauline Parmentier | 5            | 4            |  |
|  | 9           | Pauline Parmentier | Pauline Parmentier | 7           | 7           |  |  |              |                    |                    |              |              |  |

### Sezione 4
|  | Primo turno | Primo turno       | Primo turno       | Primo turno | Primo turno |  |  | Ultimo turno | Ultimo turno    | Ultimo turno    | Ultimo turno | Ultimo turno |  |
|  |             |                   |                   |             |             |  |  |              |                 |                 |              |              |  |
|  | 4           | Iga Świątek       | Iga Świątek       | 0           | 3           |  |  |              |                 |                 |              |              |  |
|  |             | Samantha Stosur   | Samantha Stosur   | 6           | 6           |  |  |              | Samantha Stosur | Samantha Stosur | 6            | 6            |  |
|  |             | Urszula Radwańska | Urszula Radwańska | 63          | 1           |  |  | 7            | Magda Linette   | Magda Linette   | 4            | 4            |  |
|  | 7           | Magda Linette     | Magda Linette     | 7           | 6           |  |  |              |                 |                 |              |              |  |

### Sezione 5
|  | Primo turno | Primo turno      | Primo turno      | Primo turno | Primo turno |  |  | Ultimo turno | Ultimo turno    | Ultimo turno    | Ultimo turno | Ultimo turno |  |
|  |             |                  |                  |             |             |  |  |              |                 |                 |              |              |  |
|  | 5/WC        | Daria Gavrilova  | Daria Gavrilova  | 6           | 6           |  |  |              |                 |                 |              |              |  |
|  |             | Vera Lapko       | Vera Lapko       | 4           | 0           |  |  | 5/WC         | Daria Gavrilova | Daria Gavrilova | 3            | 0            |  |
|  |             | Fiona Ferro      | Fiona Ferro      | 6           | 6           |  |  |              | Fiona Ferro     | Fiona Ferro     | 6            | 6            |  |
|  | 8           | Eugenie Bouchard | Eugenie Bouchard | 2           | 0           |  |  |              |                 |                 |              |              |  |

### Sezione 6
|  | Primo turno | Primo turno     | Primo turno     | Primo turno | Primo turno |  |  | Ultimo turno | Ultimo turno   | Ultimo turno   | Ultimo turno | Ultimo turno |  |
|  |             |                 |                 |             |             |  |  |              |                |                |              |              |  |
|  | 6           | Jessica Pegula  | Jessica Pegula  | 6           | 7           |  |  |              |                |                |              |              |  |
|  |             | Stefanie Vögele | Stefanie Vögele | 3           | 5           |  |  | 6            | Jessica Pegula | Jessica Pegula | 6            |              |  |
|  |             | Mandy Minella   | 2               | 7           | 6           |  |  |              | Mandy Minella  | Mandy Minella  | 2            | r            |  |
|  | 11/WC       | Astra Sharma    | 6               | 5           | 2           |  |  |              |                |                |              |              |  |